# 재일미군재판권방기밀약사건
재일미군 재판권 방기 밀약사건(일본어: 在日米軍裁判権放棄密約事件 자이니치베이군 사이반켄호키 미츠야쿠지켄[*])은 일본이 주일미군에 대한 재판권을 “중요 안건 이외”에 모두 방기하도록 한 것이 미국의 공문 공개를 통해 드러난 사건이다.
예로부터 일본 정부와 주일미군 간에 재판권에 관한 숨겨진 합의사항(이하 “밀약”이라 칭함)의 존재가 지적되고 있었지만,  역대 자유민주당 정부는 밀약의 존재를 부정하고 있었다. 그러다 2008년 국제문제연구가 니이하라 쇼오지가 미국국립공문서기록관리국에서 기밀해제로 공개된 공문으로부터 이 밀약의 증거를 발견하면서 이 문제가 만천하에 드러났다.
니이하라의 조사에 따르면, 일본 정부는 1953년 재일미군 장병이 관여된 형사사건에 대해서, “중요 안건 이외, 또한 일본유사에 즈음해 전면적으로, 일본측은 재판권을 포기한다”는 밀약에 합의했다. 이 밀약의 정식 명칭은 『행정협정 제17조를 개정하는 1953년 9월 29일 의정서 제3항・제5항과 관련된 합동위원회 재판권분과위원회 형사부회 일본측 부회장의 성명』(行政協定第一七条を改正する一九五三年九月二十九日の議定書第三項・第五項に関連した、合同委員会裁判権分科委員会刑事部会日本側部会長の声明)이다. 미국측 대표는 군법무관사무소의 앨런 토드 중령, 일본측 부회장은 법무성 총무과장 츠다 타지츠(津田實)였다.
이후 5년간 벌어진 재일미군의 비위사건 13000여건 중 97%의 재판권이 포기되어 실제 재판이 열린 사건은 400건 뿐이었다. 또한 니이하라와 교도통신사가 입수한 『합중국 군대 구성원 등에 대한 형사재판권 관계 실무자료』(合衆国軍隊構成員等に対する刑事裁判権関係実務資料) 등에 따르면 법무성은 전국의 지방검찰청에 “실질적으로 중요하다고 인정되는 사건에만 재판권을 행사하라”고 통보했다. 또한 비판을 받을 수 있으니 재판권 불행사가 아니라 기소유예로 처리하라고 권고했다.
미일안보조약 개정이 회담된 1958년 10월 4일, 미국 국무장관 존 포스터 덜레스는 재판권 포기를 밀약이 아닌 공식 조약으로 일본 정부가 인정하라고 요구했지만, 당시 총리대신 기시 노부스케는 국내 반발을 우려해 그 요구를 거부했다. 이 회담에는 기시 외에 외무대신 후지야마 아이이치로, 주일미국대사 더글러스 맥아더 2세가 참여했다.
1974년 7월 10일 오키나와현에서 미군이 총을 쏘아 주민이 부상당한 사건이 발생했다. 미국은 원래 이것을 공무 외 사건으로 판단하여 일본측의 재판권을 인정했으나, 공군이 “재판권 행사를 양보하면 다른 나라와의 지위협정에도 영향을 미칠 것이며 미군의 사기저하로 이어진다”고 반발, 공무증명서를 발행해 재판권을 가져갔다. 일본 측은 반발했으나 1975년 5월 6일 미국의 요구에 굴복했다.
재일미군법무관사무소 국제법주임 데일 소넨버그 중령과 주한미군사령부법무관 특별고문 도널드 A. 팀이 공동집필한 논문 「일본의 외국군대의 지위에 관한 협정」(2001년 옥스퍼드 대학교 출판부 The Handbook of The Law of Visiting Forces에 수록)에 따르면 “일본은 양해사항을 충실히 이행하고 있”었다. 즉 2001년 시점까지 미국은 일본이 밀약을 준수하고 있었다고 인식하고 있었던 셈이다. 모든 것이 드러난 2008년까지도 미군 형사범 불기소율이 높아 2001년 이후로도 밀약은 계속 이행되었다는 방증이 된다.
2008년 5월 30일, 신당대지의 스즈키 무네오가 『북해도신문』 기사에 근거하여 밀약과 재일미군범죄에 대한 질문주의서를 제출했다. 정부는 밀약을 부정하는 답변서를 돌렸다. 6월 23일, 국립국회도서관은 밀약의 증거사료인 『합중국군대 구성원 등에 대한 형사재판권관계 실무자료』를 정부 요구에 따라 열람금지하고 자료검색(OPAC)에서도 삭제 처리했다. 이 문서는 원래 극비였지만 유출되어 헌책방을 돌아다니던 것이 국회도서관에 회수되어 1991년부터 공개되어 있었다. 정부는 “타국과의 신뢰관계에 영향”을 미치고 “수사에 지장”을 준다는 것을 열람금지조치의 이유로 들었다.
일본도서관협회는 열람제한 재검토를 요청했다. 한편 자유민주당의 세코 히로시게는 9월 17일 블로그를 통해 “극비행정문서를 국회도서관에서 열람할 수 있었던 것 자체가 문제”라는 궤변을 펼쳤다. 그러다 10월 23일, 니이하라가 밀약의 원본을 발견하게 된 것이다.
2010년 4월 10일, 하토야마 유키오 내각의 외무대신 오카다 카츠야가 설치한 「밀약문서조사전문가위원회」에서 비밀합의가 기록된 「회의록」의 존재를 확인했다. 또한 이듬해인 2011년 8월 26일 간 나오토 내각의 외무대신 마츠모토 타케아키가 미국측에만 보관되어 있던(일본측에는 문서 실물은 없었다) 「회의록」을 공개했다. 류큐대학 교수 가베 마사아키는 “미국측은 의회대책이 필요해서 문서화한 것이다. 일본측은 스스로 주권을 제한한 것이 당연히 국내에서 논란을 빚을 것이었기 때문에 구두양해로 그친 것이다. 분명한 밀약이다”라고 지적했다.
일본측 밀약 당사자였던 법무성 총무과장 츠다는 이후 삿포로고등검찰청 검사장을 거쳐 법무사무차관이 되었고 1972년 6월 29일 퇴직, 운수심의회 회장 등을 역임하고 1999년 5월 24일 사망했다.